# 市仔頭福隆宮
22°59′58.85″N 120°12′44.68″E / 22.9996806°N 120.2124111°E
市仔頭福隆宮（白話字：Chhī-á-thâu Hok-liông-kiong）位於臺灣臺南市北區，主祀保生大帝。一說該廟原稱「福隆境」，供奉福德正神，後來石頭坑大道公入祀後，改為保生大帝廟。

## 沿革

### 立廟由來
關於市仔頭福隆宮的由來，一說該廟肇建於明鄭時期，是福建白礁的移民自故鄉迎奉保生大帝來臺後，因市仔頭逐漸繁榮而立廟，後來由於香火鼎盛，該廟也有「市仔頭廟」之稱。
另一說市仔頭福隆宮本來是土地廟，舊稱「福隆境」，又稱「市仔頭廟」，建於嘉慶七年（1802年）。日治初期石頭坑因為盜賊劫掠而廢庄，居民乃遷到永康區的甲內（二王里）、土虱堀（網寮里）與府城大北門一帶。石頭坑原有大道公廟，廢庄後神像被迎奉到福隆宮內，大多數的廟宇建材、產業歸福隆宮所有，部分則助修二王廟。因為石頭坑大道公的入祀，福隆宮改奉石頭坑大道公為主神而變成保生大帝廟。

### 發展
福隆宮一帶在清朝時，因為臺江內海各聚落可以透過文元溪將米穀運到燕潭（今臺南公園內），再從大北門入城販賣，而在當地形成了米市，故當地有了「市仔頭」的稱呼。然而在日治時期，由於大北門一帶的城垣拆除並開闢了公園，米市失去交易腹地，市仔頭一帶因而沒落，福隆宮也一度荒廢。

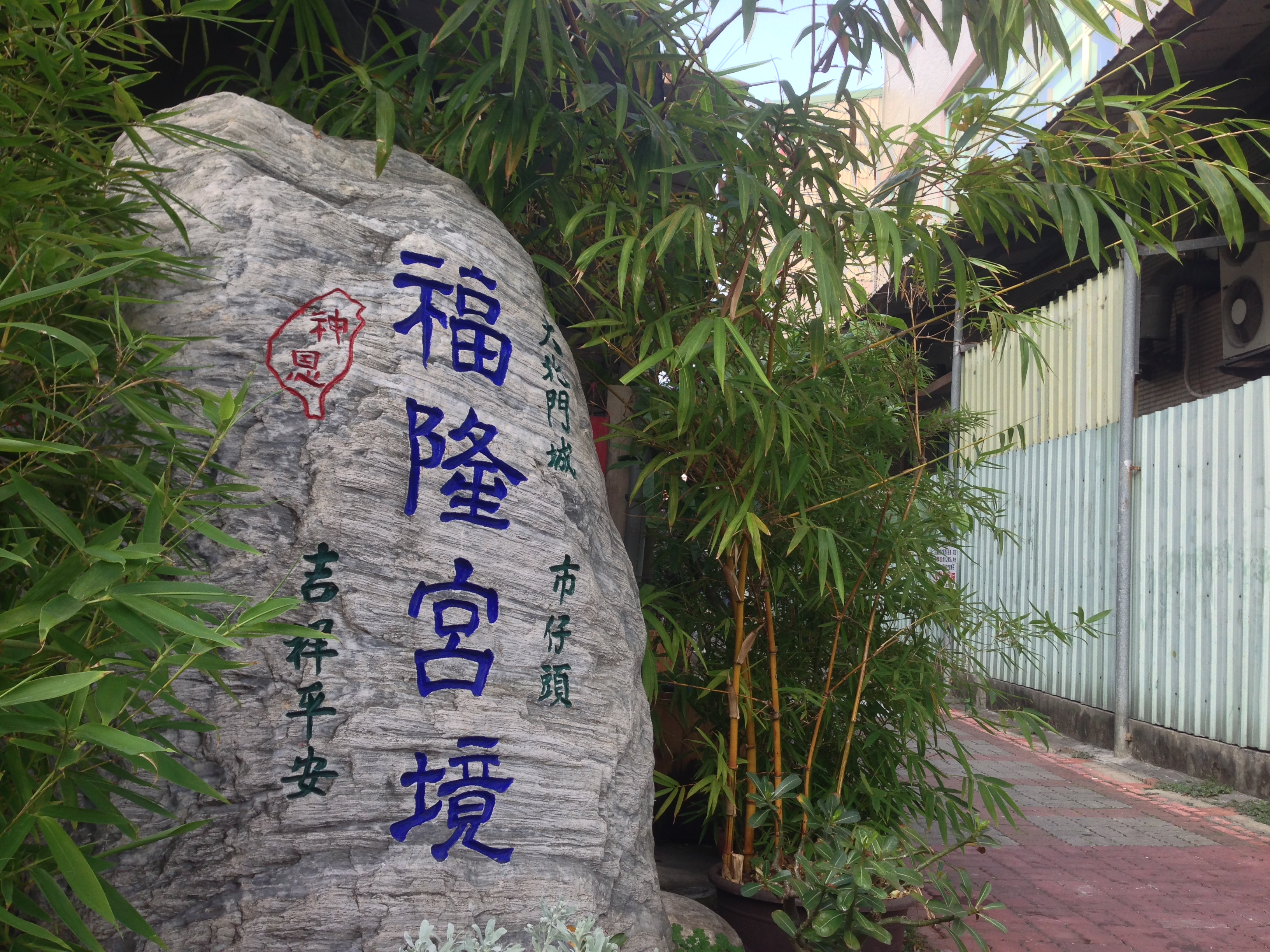
福隆宮境石

二次大戰後，福隆宮在民國四十一年（1952年）成立首屆管理委員會，三年後（1955年）莊新全、張添壽、黃進成、郭水源、曾大池、陳大抱、李春標等人發起修建，並在民國四十八年（1959年）建醮。民國七十八年（1989年）重建完成後舉行了三朝慶成祈安清醮大典。

## 祀神
福隆宮正殿主祀保生大帝，並同祀關聖帝君、吳府千歲，另外還有寄祀全臺白龍庵百壽堂張部駕前孫將軍、斌將軍。後殿則供奉觀音佛祖、註生娘娘與福德正神。

## 交誼
福隆宮在聯境中屬於八協境，與同屬八協境的東嶽殿、大人廟以及十八境的三老爺宮有深厚交誼，其中一間廟宇建醮時，另外三間廟都會「聯普」。其他交誼境有永康聖海宮、頂大道祀典興濟宮、四安境南廠保安宮、大銃街元和宮、鎮轅境頂土地廟。